# حمض التيريفثاليك

ْْ
حمض التيريفتاليك هو مركب عضوي ذو الصيغة الجزيئية C6H4(COOH)2. وهو مادة صلبة عديمة اللون تستخدم كطليعة للبولي إستر PET، الذي يستخدم في صناعة الملابس والقناني البلاستيكية. تستخدم عدة مليارات من الكيلوغرامات سنويا. وهو أحد متماكبات حمض الفثاليك.